# فرانسيسكو فورت
فرانسيسكو فورت هو لاعب كرة قدم إيطالي في مركز حراسة المرمى، ولد في 12 أكتوبر 1991 في كامبورا سان جوفاني في إيطاليا.

## وصلات خارجية
- فرانسيسكو فورت على موقع قاعدة بيانات كرة القدم.إي يو (الإنجليزية)
- فرانسيسكو فورت على موقع Soccerway.com (الإنجليزية)
- فرانسيسكو فورت على موقع عالم كرة القدم.نت (الإنجليزية)